# Tomášov
Tomášov (allemand : Feilendorf ) est un village de Slovaquie situé dans la région de Bratislava.

## Histoire
Première mention écrite du village en 1250.

## Démographie

### Évolution de la population
| Année:               | 1994. | 2004.   | 2014.    | 2024.    |
| -------------------- | ----- | ------- | -------- | -------- |
| Nombre de personnes: | 2029  | 2142    | 2467     | 2857     |
| Différence:          |       | +5,56 % | +15,17 % | +15,80 % |

| Année:               | 2023. | 2024.   |
| -------------------- | ----- | ------- |
| Nombre de personnes: | 2814  | 2857    |
| Différence:          |       | +1,52 % |